# Danh sách tổ chức quyền LGBT
Đây là một danh sách tổ chức quyền LGBT khắp thế giới. Đối với các nhóm xã hội và hỗ trợ hoặc các tổ chức liên kết với các tổ chức tôn giáo chính thống, vui lòng xem Danh sách tổ chức và hội nghị liên quan đến LGBT. Đối với các tổ chức liên kết với các đảng phái chính trị, vui lòng xem Danh sách tổ chức LGBT liên kết với đảng phái chính trị.

## Quốc tế
- Al-Fatiha Foundation (không còn tồn tại)
- Beyond Ex-Gay
- International Lesbian, Gay, Bisexual, Trans and Intersex Association (ILGA)
- International Lesbian, Gay, Bisexual, Transgender and Queer Youth and Student Organisation (IGLYO)
- International Lesbian, Gay, Bisexual, Transgender & Intersex Law Association (ILGLaw)
- International Lesbian Information Service (defunct)
- Iranian Railroad for Queer Refugees
- Global Action for Trans Equality (GATE)
- Global Respect In Education (GRIN)
- Gay and Lesbian International Sport Association (GLISA)
- Organization Intersex International (OII)
- OutRight Action International (formerly IGLHRC)
- Trans March

## Châu Phi

### Nam Phi
- Intersex South Africa

### Uganda
- Sexual Minorities Uganda (SMUG)

### Zimbabwe
- An association of LGBTI People in Zimbabwe (GALZ)

## Châu Á
- Asian Lesbian Network

### Trung Quốc
- Oii-Chinese
- DiversityUNNC - Ningbo

### Bangladesh
- Boys of Bangladesh

### Đài Loan
- Taiwan Alliance to Promote Civil Partnership Rights (TAPCPR)
- Gender/Sexuality Rights Association Taiwan (GSRAT)
- Taiwan Tongzhi Hotline Association (TTHA)

### Ấn Độ
- Humsafar Trust
- Naz Foundation (Ấn Độ) Trust
- Udaan Trust

### Iran
- Iranian Queer Organization

### Israel
- Israeli Gay, Lesbian, Bisexual and Transgender Association
- Israel Gay Youth (IGY)
- Jerusalem Open House
- Tehila

### Liban
- Helem
- Meem

### Nepal
- Blue Diamond Society

### Singapore
- People Like Us (PLU)

### Hàn Quốc
- Solidarity for LGBT Human Rights of Korea

## Úc và châu Đại Dương

### Úc
- Androgen Insensitivity Syndrome Support Group Australia (AISSGA)
- Australian Lesbian and Gay Archives (ALGA)
- Australian Marriage Equality (AME)
- Coalition of Activist Lesbians Australia (COAL)
- Community Action Against Homophobia (CAAH)
- Kaleidoscope Australia Human Rights Foundation (KAHRF)
- National LGBTI Health Alliance
- Organisation Intersex International Australia (OII Australia)
- Transgender Victoria
- Victorian Gay and Lesbian Rights Lobby (VGLRL)
- Zoe Belle Gender Centre (ZBGC)

### Baladesh
- Intersex Trust Aotearoa New Zealand

## Châu Âu
- European Parliament Intergroup on LGBT Rights
- ILGA-Europe
- LGBT Network
- OII Europe
- Transgender Europe (TGeu)

### Albania
- Aleanca
- ProLGBT
- Pink Embassy

### Áo
- International Human Rights Tribunal

### Belarus
- LGBT Human Rights Project "GayBelarus"

### Bosna và Hercegovina
- Sarajevski Otvoreni Centar (Sarajevo Open Centre)[1]

### Bulgaria
- BGO Gemini

### Croatia
- Zagreb Pride

### Síp
- Cypriot Gay Liberation Movement

### Đan Mạch
- LGBT Đan Mạch
- Copenhagen Pride

### Estonia
- Geikristlaste Kogu

### Quần đảo Faroe
- Friðarbogin

### Phần Lan
- Pink Rose
- Seta - LGBTI Rights in Finland

### Pháp
- Act Up
- Arcadie
- Association des Gays et Lesbiens Arméniens de France
- GayLib
- Homosexualités et Socialisme
- Inter-LGBT
- SOS Homophobie

### Gruzia
- Identoba

### Đức
- Lesbian and Gay Federation in Germany (LSVD)

### Greenland
- LGBT Qaamaneq

### Hungary
- Háttér Support Society for LGBT People in Hungary
- Labrisz Lesbian Association

### Iceland
- Samtökin '78

### Ireland
- Campaign for Homosexual Law Reform
- Gay and Lesbian Equality Network
- Gay Doctors Ireland
- National Lesbian and Gay Federation
- Union of Students in Ireland

### Ý
- Arcigay

### Lithuania
- Lithuanian Gay League

### Hà Lan
- COC Hà Lan

### Na Uy
- Norwegian National Association for Lesbian and Gay Liberation (LLH)

### Ba Lan
- Chiến dịch Chống Ghê sợ đồng tính luyến ái (KPH)
- Lambda Warszawa

### Romania
- Accept
- Be An Angel

### Nga
- Children-404: a Russian public internet project which supports homosexual, bisexual and transgender teenagers in Russia. 404 alludes to the internet error message "Error 404 - Page not found" and refers to the ignoring of the existence of LGBT teenagers by Russian society and establishment.
- LGBT Human Rights Project Gayrussia.ru
- Russian LGBT network

### Scotland
- Equality Network
- LGBT Network
- LGBT Youth Scotland
- Outright Scotland

### Serbia
- Gay Lesbian Info Centre

### Tây Ban Nha
- Federación Estatal de Lesbianas, Gays, Transexuales y Bisexuales

### Thụy Điển
- HomO, The Ombudsman against Discrimination on Grounds of Sexual Orientation (government office)
- Swedish Federation for Lesbian, Gay, Bisexual and Transgender Rights (RFSL)

### Thổ Nhĩ Kỳ
- KAOS GL
- Lambdaistanbul
- LEGATO, LGBT group of university students and academics with nationwide organization

### Vương quốc Anh
- Unity Bangor LGBT
- Black Gay Men's Advisory Group
- Campaign for Homosexual Equality
- Campaign for Homosexual Law Reform (Northern Ireland and the Republic of Ireland)
- Gay and Lesbian Humanist Association (GALHA)
- Gay and Lesbian Youth Northern Ireland (GLYNI)
- Homosexual Law Reform Society
- Intersex UK
- LGBT Foundation (formerly Lesbian and Gay Foundation)
- LGBT Network
- LGBT+ Liberal Democrats
- Peter Tatchell Foundation
- OutRage!
- Queer Youth Network (Q.Y.N.)
- Stonewall

## Bắc Mỹ

### Bahamas
- Rainbow Alliance of The Bahamas

### Canada
- Egale Canada
- Iranian Railroad for Queer Refugees
- Lesbian and Gay Community Appeal Foundation (LGCA)
- PFLAG Canada
- Supporting Our Youth

### Jamaica
- Jamaica Forum for Lesbians, All-sexuals, and Gays (JFLAG)

## Nam Mỹ

### Brasil
- Grupo Gay da Bahia (GGB)

### Chile
- Movimiento de Integración y Liberación Homosexual (MOVILH)

### Ecuador
- Fundación Ecuatoriana Equidad
- Silueta X Association

### Guyana
- Society Against Sexual Orientation Discrimination (SASOD)